# Скибицький Михайло Карлович
Михайло Карлович Скибицький (рос. Михаил Карлович Скибицкий; ісп. Miguel Rola Skibicki; пол. Michał Rola Skibicki; нар.1793 р., с. Корчівка Старокостянтинівського повіту на Волині — пом.1847 р., Летичів, старокостянтинівська в'язниця) — учасник війни за незалежність іспанських колоній в Америці, соратник Сімона Болівара, біограф президента Венесуели Х. А. Паеса. Національний герой Перу, Колумбії та Венесуели.

## Життєпис
Народився у селі Корчівка Старокостянтинівського повіту Волинської губернії в шляхетній родині гербу «Роля» руської еліти для поляків. Отримав від батька маєток Веселий Кут Таращанського повіту на Київщині. М. Скибицький успішно здобув інженерну освіту в Петербурзькому інституті Корпусу інженерів шляхів сполучення, і почав службу в Петербурзі зі званням — військовий інженер 3-го класу (прирівнювалося до військового звання поручника Російської імператорської армії).

### Еміграція
Крім місцевої на Волині української і державної в Російській імперії російської, володів ще французькою (обов'язковою для вивчення серед російських дворян) та польською; іспанську мову він вивчив на еміграції в Південній Америці.
Волелюбний 30-річний Скибицький через Швецію й Англію добрався до Венесуели, вступив добровольцем в армію Симона Болівара, одержав звання поручника. У вирішальній битві за незалежність проти іспанських колонізаторів — битві на плато Аякучо в Перу 9 грудня 1824 року вояки Скибицького добилися перелому та перемоги. В цій битві він отримав поранення. За мужність і героїзм найвищу військову відзнаку — Орден Визволителя (ісп. Orden del Libertador) 6 серпня 1826 року — отримав особисто з рук Болівара. Згодом став офіцером штабу Симона Болівара. До Болівара він писав:
|  | Натхнений славою Визволителя Нового Світу, я покинув мою Батьківщину, я буквально перетнув земну кулю, щоб мати честь служити з Вами, захопився збігом в тому, що в інші часи мій співвітчизник генерал Тадеуш Костюшко служив ад'ютантом у Джорджа Вашингтона. Я зв'язав мої найпотаємніші надії з можливістю удостоїтися одного разу подібної честі служити під Вашим керуванням. |

Йому доручали вести переговори з бунтівними генералами, він удосконалив діяльність служб Генерального штабу визвольної армії. Почалося його стрімке сходження по службі:
- 13 жовтня 1826 р. — капітан[9] колумбійської армії;
- 12 травня 1827 р. — майор[10] (ісп. primer comandante);
- 1 грудня 1827 р. — ад'ютант Генерального штабу[11];
- 29 квітня 1829 р. — майор піхоти[12];
- у 1830 р. — інженер-підполковник Федеративної Республіки Велика Колумбія;

Став одним з організаторів повстанської армії. Події того періоду вплинули на виникнення сучасних — Венесуели, Перу, Колумбії, Еквадора, Панами.
Він відповідав за формування інженерних підрозділів та будівництво фортифікаційних споруд, розробив оригінальний проект міжокеанського каналу. Уперше в історії саме він дав інженерний розрахунок Панамського каналу (тільки через півстоліття ідею українця почали втілювати в життя). Зрештою в 1914 р. будівництво Панамського каналу завершили.
У 1830 р. після смерті Болівара український доброволець увійшов у близьке оточення першого Президента Венесуели Хосе Антоніо Паеса; став його ад'ютантом і радником, допоміг написати мемуари Президента. Почав працювати інженером в Головному управлінні військово-морського флоту. Того ж року у венесуельському порту Маракайбо Михайло Скибицький збудував віллу «Україна», яка й сьогодні діє як готель «Україна».
29 серпня 1831 р. — вийшов у відставку підполковник інженерних військ Скибицький згідно наказу військово-морського департаменту Уряду Республіки Венесуела.
У 1831 р. він поїхав до м. Парижа, щоби надрукувати мемуари Президента Венесуели (не вдалося). Кілька років провів у Франції, виконуючи доручення Президента Венесуели. У Парижі він зустрів багатьох земляків: українців, польських революційних емігрантів пов'язаних із подіями антиросійського повстання 1830—1831 років. Біографія Скибицького так вразила польського поета Юліуша Словацького, що він присвятив цьому борцеві за свободу свій твір.

### Арешт
Бажаючи дізнатися щось про сім'ю, Михайло домовився про зустріч із сестрою в Галичині в 1833 р.. В 1835 р. прибув до м. Львова, де його арештувала австрійська поліція та передала до рук російської влади. Шеф жандармерії Бенкендорф поклав на стіл царя Росії доповідну записку про українського бунтаря. Микола І наклав резолюцію:
|  | Михайла Скибицького допитати, чи дійсно він служив у колумбійських республіканських військах, і вислати його до В'ятки. |

Після чого О. Х. Бенкендорф відправив лист, датований 21 січня 1836 р., військовому губернатору м. Києва А. Д. Гур'єву:
|  | Його Величність височайше повеліти зволили поміщика Михайла Скибицького, котрий повернувся з-за кордону в Київську губернію, допитати, чи справді він служив у колумбійських республіканських військах і в такому випадку вислати його до В'ятки. |

Тому національного героя, при поверненні в Україну, губернатор Київський, Волинський і Подільський відправив на заслання у В'ятку. У місці висилки М. Скибицький 10 років перебував під наглядом російської поліції, тяжко занедужав і після тривалого листування з владою йому було дозволено відбувати покарання у власному маєтку.
Він повернувся у Веселий Кут під «невсипуще око» російської влади. Але борець за свободу не здався: роздобув фальшивий паспорт і втік. Але у Летичеві Скибицького арештували та кинули до старокостянтинівської в'язниці. Там, за ґратами, на 54-му році життя упокоївся М. К. Скибицький — українець, герой, яким будь-який народ може пишатися.

## Вшанування
- 6 липня 2016 р. споруджено перший пам'ятник на честь Мігуеля Роля Скибицького на проспекті Ель Маестро Перуано — одній з центральних алей муніципалітету Комас, м. Ліма[6][17];
- 23 жовтня 2020 р. споруджено другий пам'ятник на честь Мігуеля Роля Скибицького при вході на територію військового коледжу імені Еміліо Соєра Каберо[18].